# Werner Greunuss

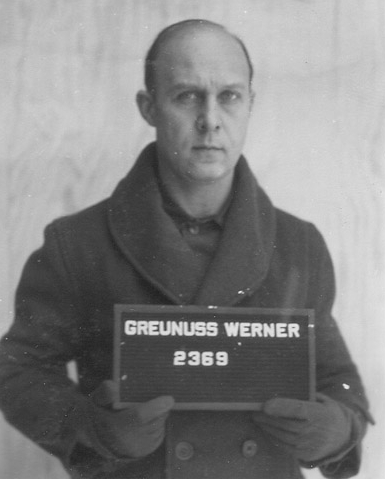
Werner Greunuss als Gefangener 2369 im April 1947 in Dachau.

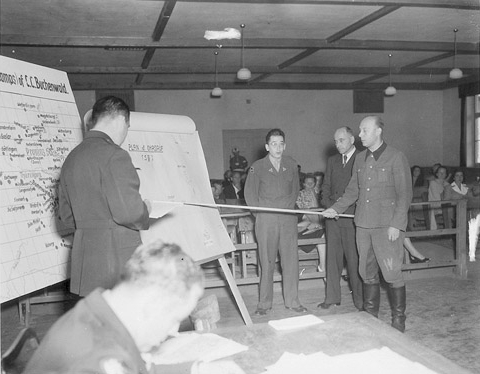
Werner Greunuss im August 1947 beim Buchenwald-Hauptprozess rechts im Bild

Werner Greunuss, auch Werner Greunuß (* 20. Februar 1908 in Straßburg; † nach 21. Mai 1949), war ein deutscher SS-Untersturmführer und deutscher Lagerarzt im KZ Buchenwald.

## Leben
Greunuss studierte Medizin und promovierte 1934 an der Universität Greifswald. Danach wurde er Medizinalrat an dem Gesundheitsamt in Hamburg-Harburg. Zum 20. Oktober 1944 trat er der SS bei und wurde zum 30. Januar 1945 zum Untersturmführer befördert. Von November 1944 bis Ende Dezember 1944 fungierte Greunuss als Lagerarzt im KZ Buchenwald. Dort soll er nach Aussagen des Häftlingsarztes Edwin Katzenellenbogen zusammen mit Katzenellenbogen Untersuchungen an Häftlingen im Rahmen der Augenheilkunde vorgenommen haben. Nach dieser Einarbeitungszeit wurde Greunuss am 1. Januar 1945 in das Buchenwalder Nebenlager Ohrdruf versetzt, wo er als leitender Lagerarzt bis zum 2. April 1945 fungierte. Dort war Greunuss für die medizinische Versorgung der 10.000 Häftlinge, der Lagermannschaft und der Zivilarbeiter zuständig. Er gab nach Ende des Zweiten Weltkrieges an, dass er nach der medizinischen Untersuchung aller 10.000 Häftlinge veranlasst habe, 2.000 arbeitsunfähige Häftlinge zurück in das KZ Buchenwald zu überstellen. Zu diesem Zweck habe er umfangreiche Patientenakten angelegt und ausgebildete Häftlingsärzte und -pfleger des Nebenlagers ausschließlich zur medizinischen Versorgung der kranken Häftlinge eingesetzt. Nach seinen Angaben hätten sich die täglichen Todesfälle daher von 10 bis 15 im Januar 1945 auf täglich etwa fünf im Februar 1945 reduziert.
Nach Kriegsende wurde Greunuss verhaftet und im Rahmen der Dachauer Prozesse vor einem US-amerikanischen Militärgericht im Buchenwald-Hauptprozess mit 30 weiteren Beschuldigten angeklagt. Nach Zeugenaussagen ehemaliger Häftlinge soll Greunuss  kranke Häftlinge teilweise auch geschlagen und zwei Transporte mit schwerkranken Häftlingen zur Rekonvaleszenz in das KZ Bergen-Belsen geschickt haben und zudem für die katastrophalen Zustände im Häftlingskrankenbau zuständig gewesen sein. Andererseits sagten vor Gericht aber auch Entlastungszeugen für Greunuss aus, so soll er Medikamente aus Truppenbeständen für die Häftlinge organisiert haben. Am 14. August 1947 wurde Greunuss wegen Mithilfe und Teilnahme an den Gewaltverbrechen im KZ Buchenwald zu lebenslanger Haft verurteilt, die später auf 20 Jahre Haft reduziert wurden. Greunuss wurde anschließend in dem Kriegsverbrechergefängnis Landsberg inhaftiert, aus dem er am 21. Mai 1949 geflüchtet sein soll. Über seinen weiteren Lebensweg ist nichts bekannt.